# Kummerow (Niepars)
Kummerow ist ein Ortsteil der Gemeinde Niepars westlich von Stralsund im Landkreis Vorpommern-Rügen. Der Ortsname ist slawischer Herkunft und bedeutet so viel wie „Mückenort“, abgeleitet von komor für „Mücke“.

## Geografie und Verkehr
Kummerow liegt etwa 13 Kilometer südwestlich der Stadt Stralsund und etwa 21 Kilometer östlich von Ribnitz-Damgarten. Durch den Ort verlaufen die B 105 und die Bahnstrecke Stralsund–Rostock mit dem seit 2017 nicht mehr bedienten Haltepunkt Kummerow (b Stralsund). Auf dem Ortsgebiet existieren keine größeren Seen und Waldgebiete. Im Westen grenzt Kummerow an das Karniner Holz.
Zu Kummerow gehören Kummerow Heide und Wüstenhagen.

## Geschichte
Nach der bis zum Jahr 1326 dauernden Zugehörigkeit zum Fürstentum Rügen kamen Ort und Region zum Herzogtum Pommern. Gut Kummerow wurde 1341 an die Stadt Stralsund verkauft und war seit 1658 beim Amt Barth. Mit Ende des Dreißigjährigen Krieges bis 1815 gehörte die Gegend zu Schwedisch-Pommern und danach zur preußischen Provinz Pommern.
Die Gemeinde war bis 1952 Teil des Landkreises Franzburg-Barth und gehörte danach bis 1994 zum Kreis Stralsund im Bezirk Rostock. Mit Wirkung zum 26. Mai 2019 wurde die Gemeinde nach Niepars eingemeindet. Letzter Bürgermeister war Manfred Lange.

## Sehenswürdigkeiten

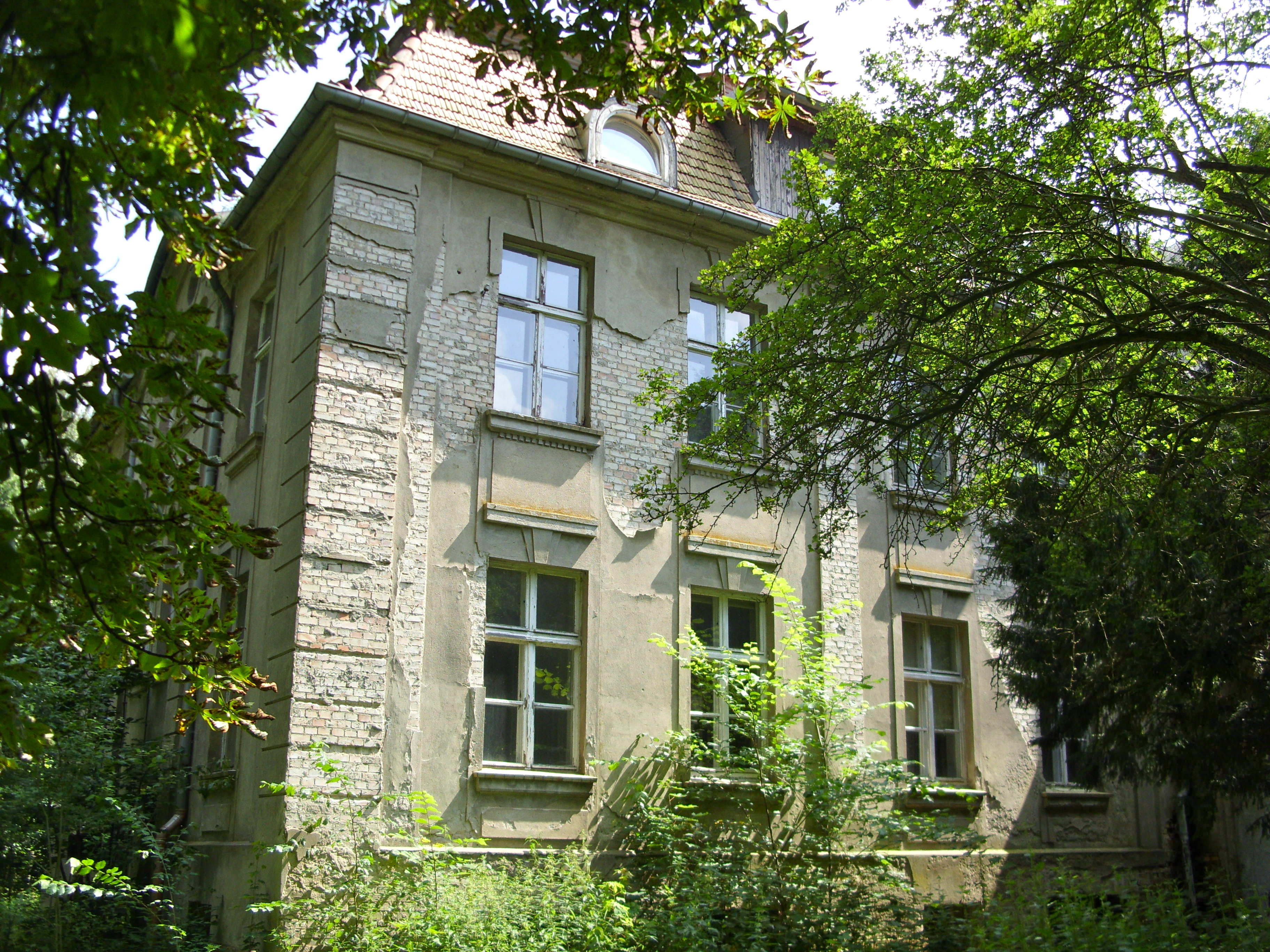
Herrenhaus Kummerow vor der Sanierung

- Herrenhaus Kummerow (Gutsschloss): Zweigeschossiger Putzbau von 1912 mit Mittelrisalit und großer Eingangshalle, von 1945 bis 1955 Grundschule, 2014 saniert.

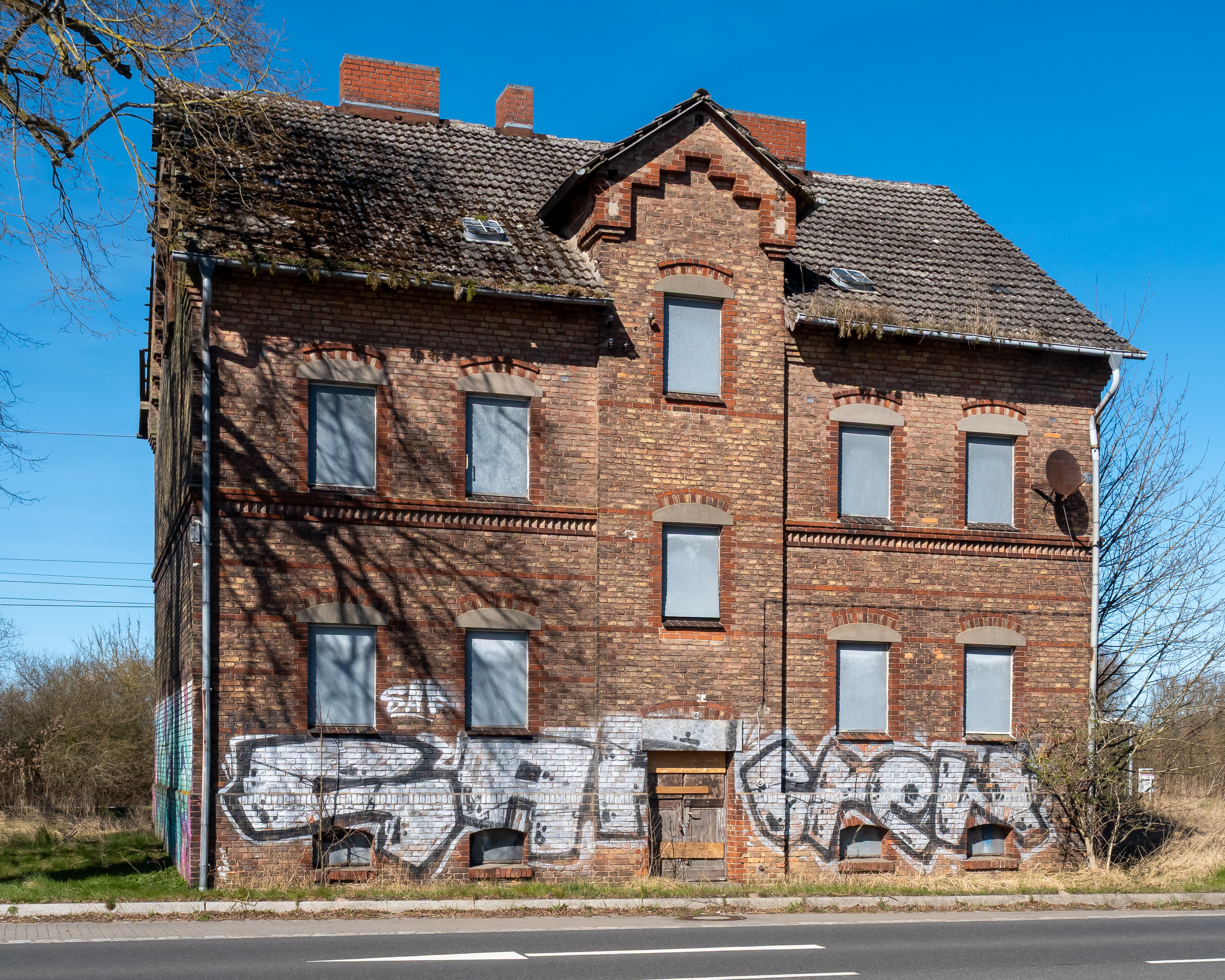
Altes Bahnhofsgebäude von Kummerow, heute ungenutzt

- Schlosspark Kummerow
- ehemalige Dorfschule

## Weiteres
Trotz gleichen Namens beziehen sich die Romane Die Heiden von Kummerow und Die Gerechten von Kummerow von Ehm Welk (1884–1966) nicht auf diesen Ort, sondern spielen in Welks Geburtsort Biesenbrow, jetzt ein Ortsteil von Angermünde. Den Namen Kummerow hat er dem 14 km entfernten Kummerow bei Schwedt entliehen.